# Léonie Abo
Pour les articles homonymes, voir Abo.
Wassis Hortense Léonie Abo, plus connue comme Léonie Abo, e née au Congo-Kinshasa en 1945, est une activiste politique et écrivaine congolaise. Elle est l'auteure de témoignages apportant un éclairage sur la période coloniale et l'insurrection au Zaïre de 1963 à 1968, , déclenchée pendant la rébellion du Kwilu. Veuve de Pierre Mulele, elle vit en exil au Congo-Brazzaville depuis la mort de son mari en 1968.

## Biographie
Léonie Abo est née à Malungu en 1945, dans la province de Bandundu au Congo belge. Sa mère décède après l’accouchement d’où son nom « Abo » qui signifie Deuil en langue Bambunda. La petite Léonie Abo est élevée par  Mabiungu, une femme  stérile du village de sa mère. A une occasion, la petite Leoni assista à son père adoptif s'en prenant à son épouse avec un bâton, ce qui lui provoqua un bras brisé. Elle commençât l'école à sept ans et intégra une école missionnaire à neuf ans. À un âge précoce exerça la llevadora et à quatorze ans déjà surveillait des naissances. Après  ses études primaires, en septembre de 1959, elle a été obligée de se marier avec Gaspar Mumputo, qui abusa d'elle. Elle se souvint de la nuit de noces comme étant "pleine de sang et douleur". Son mariage prit fin en juin de 1962, après que son mari l'a poursuivie devant un tribunal avec son amant. Léonie Abo  fut envoyée en prison pendant un mois. Peu après sa libération, elle rejoint, en 1963 un groupe de rebelles, convaincue par ses frères. En janvier 1964, ce groupe prit part à la Rébellion de Simba, contre le gouvernement central congolais. Elle se maria avec le rebelle Pierre Mulele, et ils demeurèrent cinq années avec les guérillas loyales à Mulele. Elle y fut traitée avec un grand respect en déférence à son mari. Resta très déçue quand son mari s'accola avec une autre femme, tandis qu'il planait le faire aussi avec une troisième. En 1968, après l'assassinat de son mari, Leonie Abo fuit au Congo-Brazzaville, craignant par sa vie. Abo fit de grands efforts pour laisser une trace de son travail et de Pierre Mulele.
Le livre "Abo, Une Femme du Congo", écrit par Ludo Martens, raconte sa vie et son parcours. Cette biographie décrit son enfance au village, sa scolarité puis son mariage arrangé. Elle raconte aussi les années passées dans les maquis aux côtés de son nouveau mari, Pierre Mulele, et sa prise de conscience en tant que femme dans le maquis,
Elle vit en exil à Brazzaville depuis l’assassinat de son mari en 1968 par la police secrète de Mobutu Sese Seko.

## Publication
- Témoignage risqué, 1996[13].